# Dipsas viguieri
Dipsas viguieri là một loài rắn trong họ Rắn nước. Loài này được Bocourt mô tả khoa học đầu tiên năm 1884.